# 左手路径和右手路径

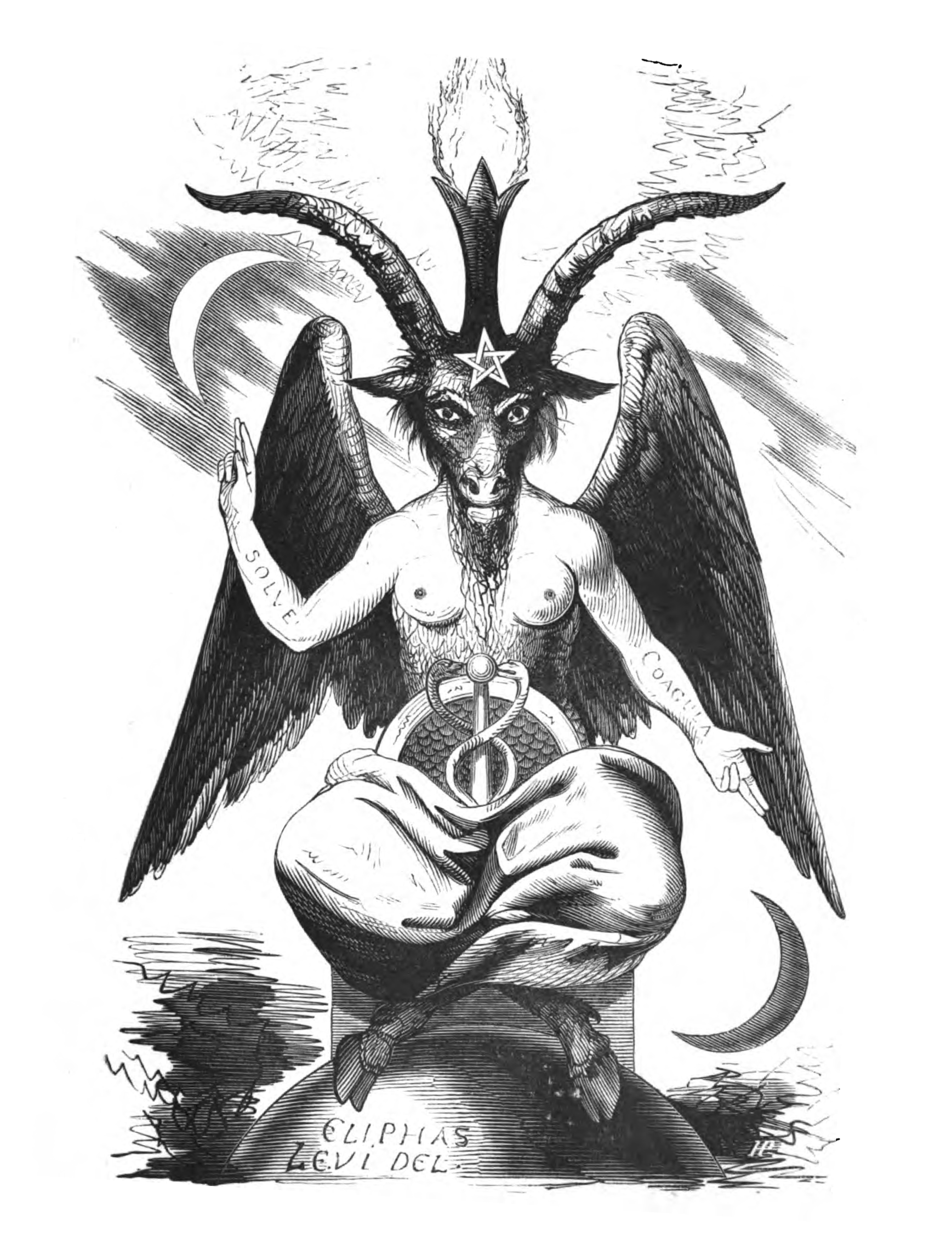
1854年艾利馮斯·李維《高等魔法的信條與儀式》（Dogme et Rituel de la Haute Magie）中的巴弗滅，采用了「左手路径」信念系統的符号。

左手路径和右手路径涉及两个发现于西方神秘传统里的两种相对的哲学，而它自己本身包含许多涉及神秘和儀式魔法。在有些定义里，左手途径等同于恶意的黑魔法，右手途径则等同于有益的白魔法。:152 有些神秘学者却批判这种定义，他们相信左右两种路径的对分仅仅跟作品的不同种类有关，并不是必须暗示究竟是好的还是坏的魔法行动。:176
现在更多的定义中，是把他们建立在印度密教，右手途径（RHP）定义来源的基础之上，这种说法被看作是给那些遵循特定的道德规范、接受風俗的魔法群下的定义。然而，左手途径却采取翔相反的态度，支持打破禁忌，放弃已存在的道德。一些当代的魔术家强调魔术开创者应该遵循这两种途径，因为本质上他们的目标是一样的。

## 术语

### 右手路径
右手路径通常会被认为和魔法或宗教团体有关，它遵循一系列特定的特点：
- 他们把心灵、肉体和精神理念分为三个虽然相互关联但又相互分开的部分。[2]
- 在一些判断形式上，他们遵循一个特定的道德法规和信仰，例如業或三重法（英语：Threefold Law）。[2]

神秘主義者迪翁·福春认为亚伯拉罕諸教是右手路徑而不是魔法。